# Mechraa Hammadi
Mechraa Hammadi (franska: Mechraa Hammadi (CR), Mechraa Hammadi (Commune Rurale), arabiska: عين الحجر) är en kommun i Marocko.   Den ligger i provinsen Taourirt och regionen Oriental, 400 km öster om huvudstaden Rabat. Antalet invånare är 7 435.